# Flinders Petrie

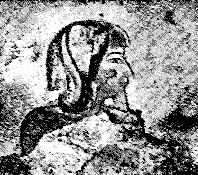
Fotografi taget av Flinders Petri i Seti I:s grav.

William Matthew Flinders Petrie, född 3 juni 1853 i London, död 28 juli 1942 i Jerusalem, var en brittisk egyptolog och pionjär inom systematisk metodik inom arkeologi.

## Biografi
Flinders var barnbarn till kapten Matthew Flinders, upptäckare av Australiens kuster. Petrie föddes i Charlton, England och utbildades hemma av föräldrarna. Hans far, som var lantmätare, lärde honom att göra noggranna undersökningar och lade därmed grunden för hans karriär.
Efter utbildning till ingenjör kom Petrie in på studiet av forntidens metrologi och därifrån fördes hans intresse över på egyptologin.
Efter att ha undersökt brittiska forntida monument, såsom Stonehenge, begav sig Petrie till Egypten för att 1880–1882 undersöka Cheopspyramiden i Giza.
År 1893–1933 var han professor i Egyptologi vid University College London men fortsatte nästan årligen med utgrävningar i Egypten, och från 1926 i Brittiska Palestinamandatet, först för Egypt exploration society, senare för det av honom grundade Egypt resarch account, från 1908 med namnet British school of archæology in Egypt. Bland hans grävningar märks särskilt de epokgörande grävningarna vid Nagada och Ballas 1895–1896, undersökningar vid gravfältet vid Abydos och Badari, i Memfis och Tell el-Amarnas ruiner och på gravplatser från gamla riket och senare epoker vid Dendera, Deshasheh och Meikum samt slutligen hans efterforskningar på Sinaihalvön.
År 1923 adlades Petrie för sina insatser för den brittiska arkeologin och egyptologin. Han invaldes 1933 som utländsk ledamot nummer 757 av Kungliga Vetenskapsakademien.
Sir Flinders Petrie avled i Jerusalem i 1942 och begravdes på den protestantiska begravningsplatsen på Sion.